# Etlingera elatior
Etlingera elatior là một loài thực vật có hoa trong họ Gừng. Loài này được (Jack) R.M.Sm. mô tả khoa học đầu tiên năm 1986.
Những bông hoa màu hồng sặc sỡ được sử dụng trong trang trí sắp xếp, trong khi nụ hoa là một thành phần quan trọng trong món laksa Nonya. Tại Bắc Sumatra, nụ hoa được sử dụng cho một món ăn gọi là mas arsik ikan (Zanthoxylum acanthopodium / Szechuan cá chép hồ tiêu và gia vị).
Nó được biết đến ở Indonesia với tên gọi bunga kecombrang hoặc honje, tiếng Mã Lai là bunga kantan và tiếng Thái là ดา หลา, daalaa. Tại Thái Lan, nó được chế biến thành món salad Thái. Cây Red Stinger trong Plants vs Zombies được lấy cảm hứng từ loài thực vật này.

## Hình ảnh

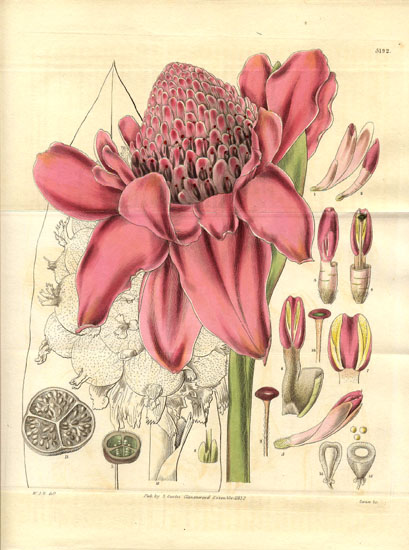
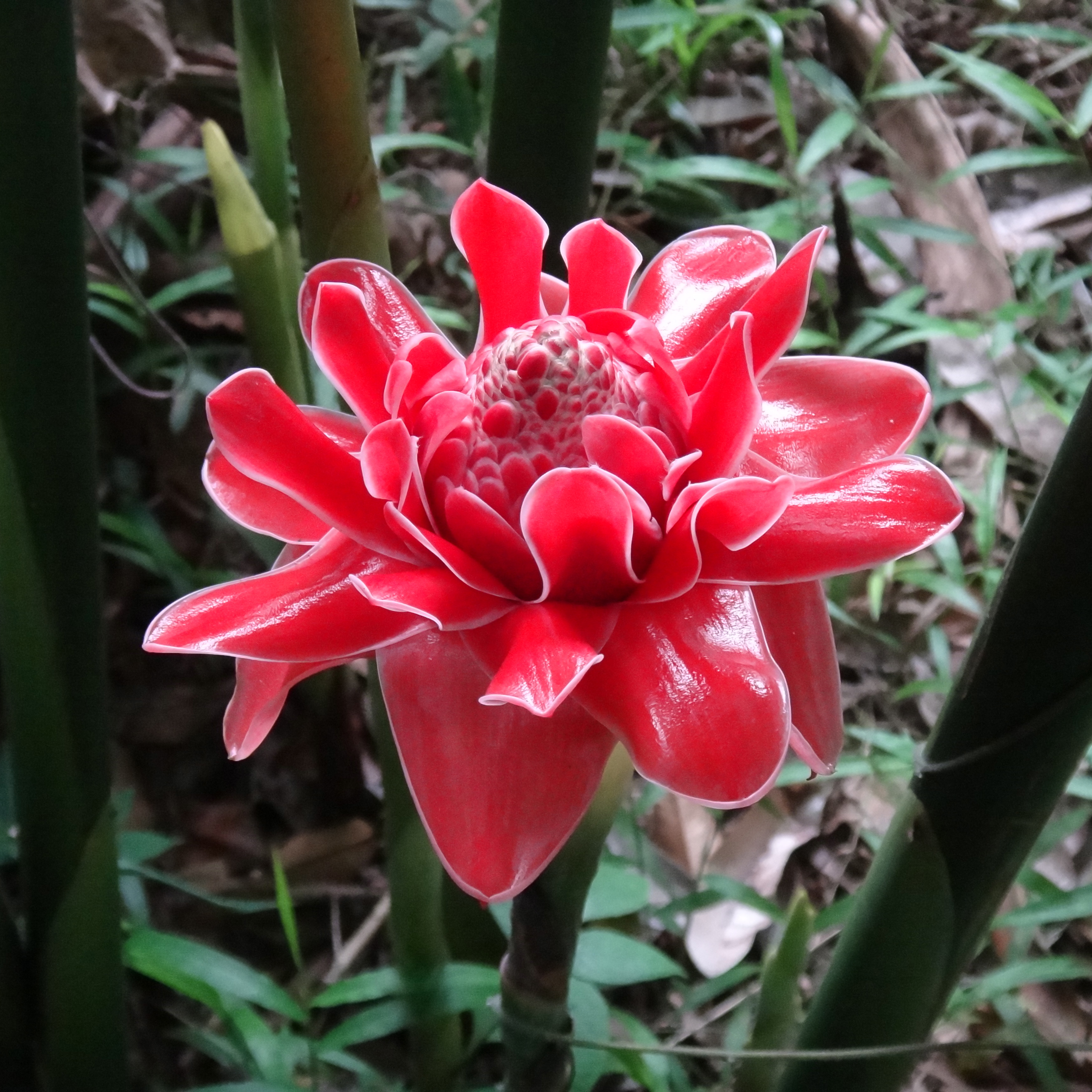
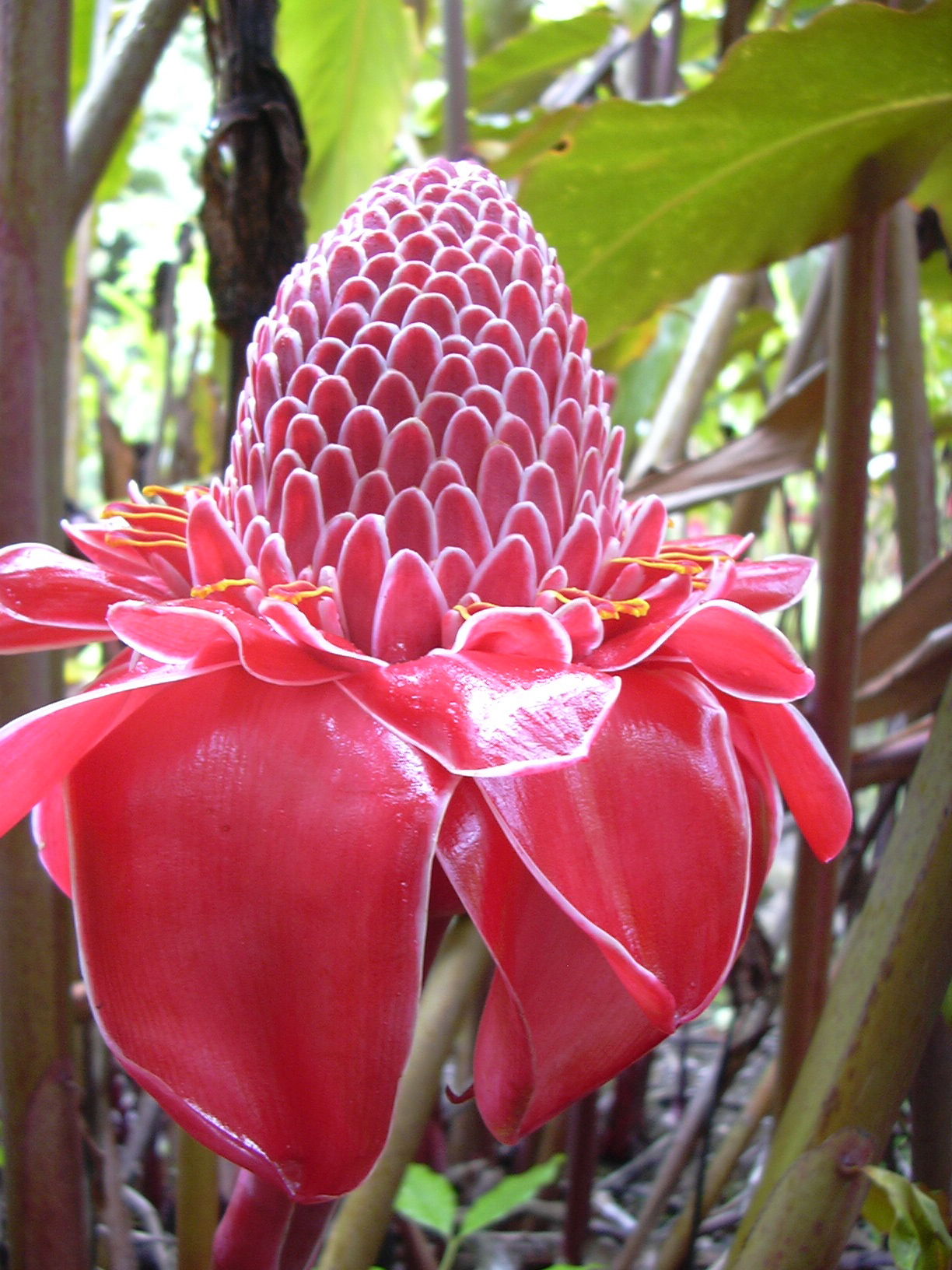
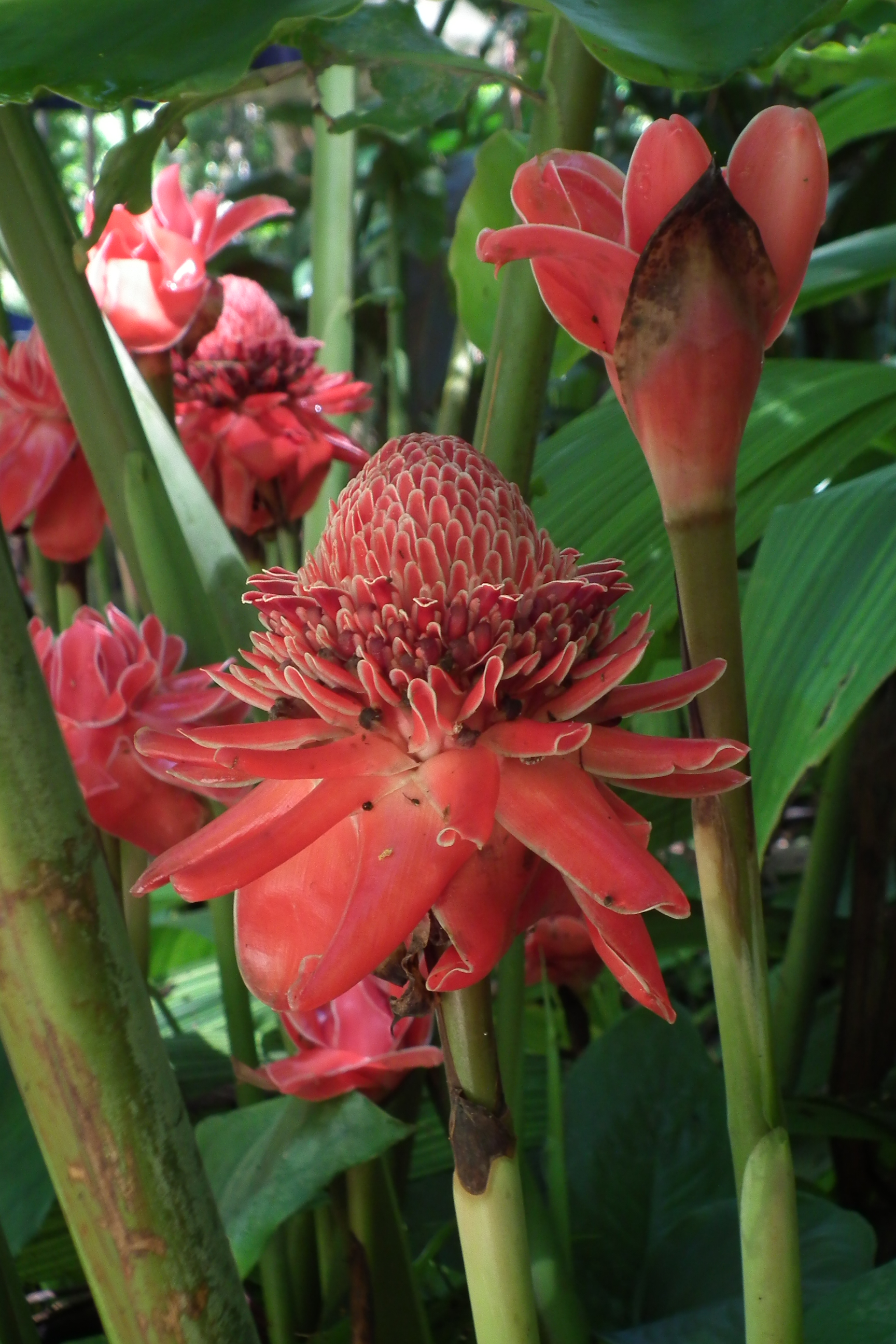
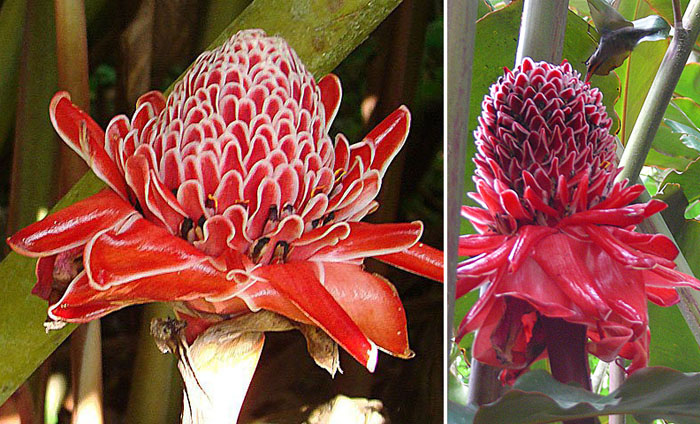
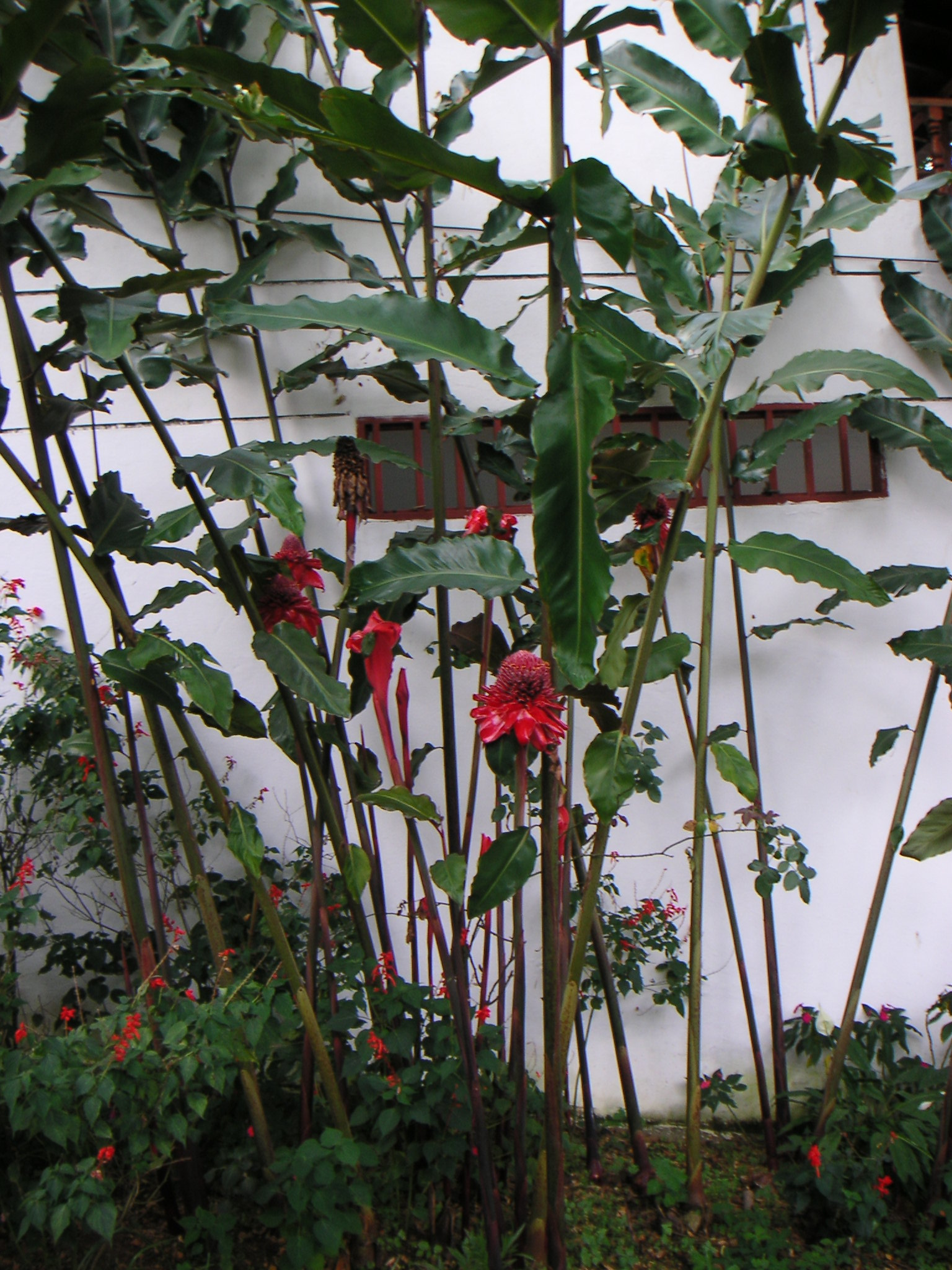